# 転化糖
転化糖（てんかとう）は、酸または酵素（インベルターゼ）によって、ショ糖を果糖およびブドウ糖に加水分解した甘味料である。同量のショ糖よりも甘いため、糖を転化させることによって砂糖の量を控えることが可能である。また、吸湿性があるため、菓子をしっとりとした状態に保ち、砂糖が結晶化しないようにすることが可能である。

## 概要
家庭でなじみの深い転化糖は蜂蜜である。ジャムを作るときには、果物に含まれている酸のため自然に転化糖になっている。転化は製品の特性に応じてゴールデンシロップのように部分的に行われることもあれば、ほぼ完全に行われることもある。
転化反応は、フォンダンを詰めたチョコレート菓子を作るときにも使われる。材料に酵素を添加したあと、反応が起こる前の粘度の高い状態のうちに成形とチョコレートのコーティングを行う。反応が進むにつれ堅くなる。
化学反応は以下の通りである。
C12H22O11 (ショ糖) + H2O (水) → C6H12O6 (ブドウ糖) + C6H12O6 (果糖)
酸や酵素によって反応が進められるが、消費されることはない。
部分的に転化した糖は酵素を使わずに家庭で作成することが可能である。砂糖のシロップを作るときに1kgの砂糖に1gのクエン酸やビタミンCのような酸を添加する。酒石酸やレモンジュースでもよい。これを20分以上煮ると出来上がる。この方法では、砂糖が結晶化しない程度に転化し、酸味もつかない。
転化とは、偏光に対する旋光面が逆転することから名付けられた。ショ糖およびブドウ糖は弱い右旋光で、果糖は強い左旋光であるため、ブドウ糖と果糖が等分子数の溶液はショ糖が弱い右旋光に対し、弱い左旋光となる。
ショ糖は還元性を示さないが、転化糖はブドウ糖に由来する還元性を示す。

## 甘味度

糖と甘味料の相対的な甘さ

砂糖の甘味度（甘みの強さ）を 100 とすると、ブドウ糖の甘味度は 65-80、果糖は 120-170 で、甘味度の強さは 果糖 > 砂糖 > ブドウ糖 の順である。そのため、果糖分 42% のブドウ糖果糖液糖の甘味度は 70-90、果糖分 55% の果糖ブドウ糖液糖は 100-120 である。ただし、果糖は高温では砂糖の 60% の甘味度しかなく、40 ℃ 以下でないと砂糖よりも甘くならないので、甘さは温度によって大きく左右される。